# PIGS

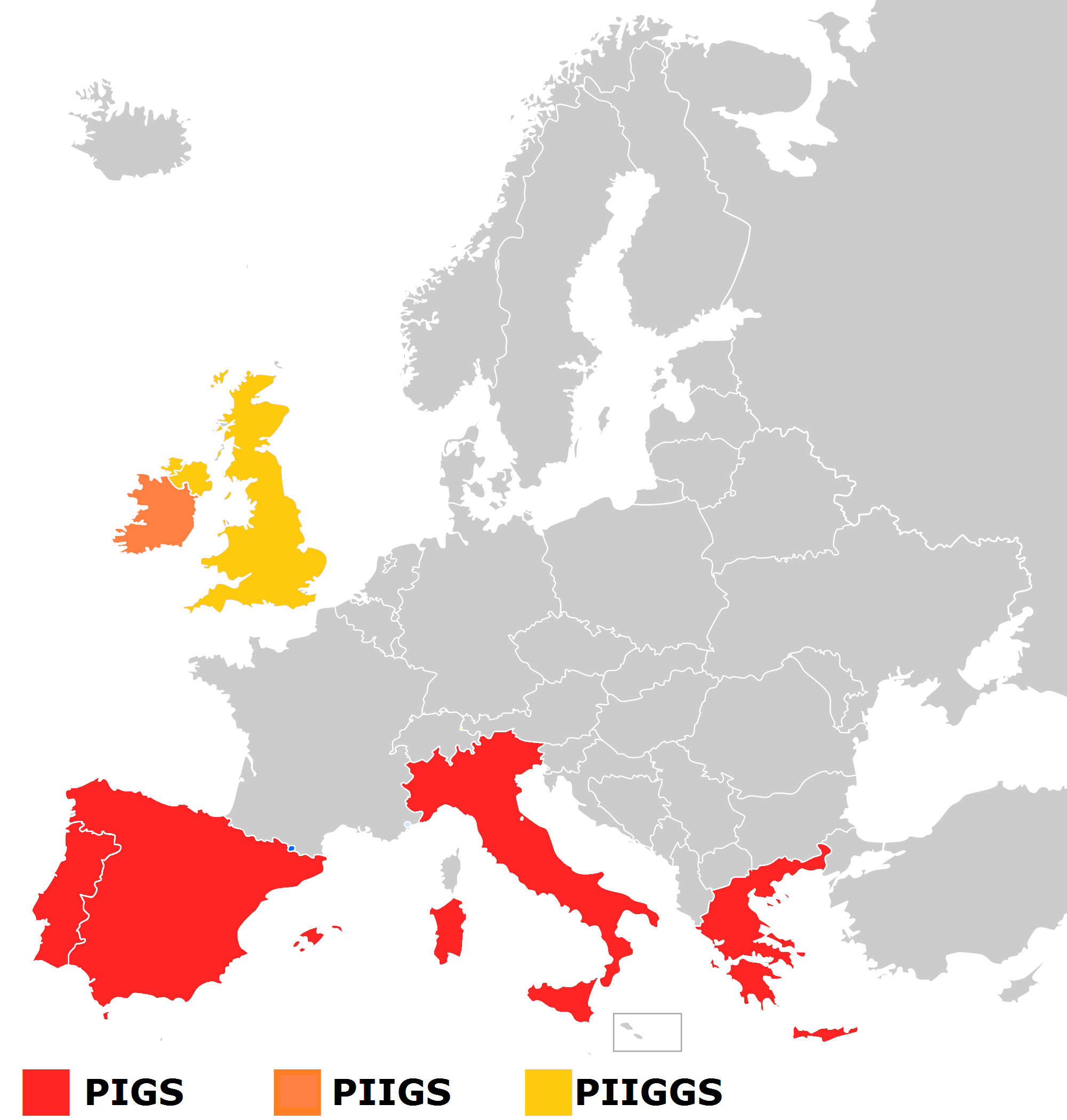
PIGS, PIIGS, PIIGGS

PIGS, PIIGS of PIIGGS is een afkorting die gebruikt wordt om een aantal landen in de Europese Unie aan te duiden met een relatief hoge staatsschuld. In de financiële wereld werden voor de Europese minder kredietwaardige landen diverse aanduidingen bedacht: de zuidelijke Europese landen (Portugal, Ierland, Griekenland en Spanje) werden aangeduid als "olive belt", "garlic belt" of als "Club Med", terwijl later de aanduiding PIGS gebruikelijk werd.
Aanvankelijk stond de "I" voor Italië, maar tegen het einde van 2011 kwam Ierland daarvoor in de plaats. De situatie rondom de Italiaanse staatsschuld was aanmerkelijk beter op orde.
Een variant op PIGS was PIIGS waarbij zowel Italië als Ierland opgenomen werden in het acroniem. Aangezien ook het Verenigd Koninkrijk in een situatie verkeert met een hoge staatsschuld wordt ook wel de afkorting PIIGGS gebruikt, met een extra "G" voor Groot-Brittannië.

## Financiële problemen
De afkorting is vooral in zwang gekomen tijdens de Kredietcrisis en de latere Europese staatsschuldencrisis van 2010. De kern van het probleem van de economieën van de landen Portugal, Ierland, Griekenland en Spanje kwam erop neer dat een relatief hoge staatsschuld gecombineerd werd met grote begrotingstekorten. Een hoge staatsschuld wordt hier uitgedrukt als percentage van de omvang van de economie (het bruto binnenlands product). Griekenland was het eerste land dat serieus in de knel kwam door problemen met herfinanciering van haar schulden. Na deze ontwikkeling werd het acroniem PIGS bekend bij het brede publiek.